# Pterygophyllum subsimile
Pterygophyllum subsimile là một loài Rêu trong họ Hookeriaceae. Loài này được (Colenso) Broth. ex Paris mô tả khoa học đầu tiên năm 1909.